# Gescheiden verzamelingen
In de topologie en andere deelgebieden van de wiskunde zijn gescheiden verzamelingen paren van deelverzamelingen van een gegeven topologische ruimte die elkaar niet overlappen en elkaar niet raken. Elk van de beide gescheiden deelverzamelingen is disjunct met de afsluiting van de andere. De beide afsluitingen hoeven echter niet disjunct te zijn. De eigenschap speelt een rol bij samenhangende ruimten (en hun samenhangende componenten), en ook bij de scheidingsaxioma's voor topologische ruimten.
Twee in de topologie van een topologische ruimte gescheiden deelverzamelingen zijn ook  verzamelingtheoretisch disjunct. Het omgekeerde geldt echter niet algemeen.

## Definitie
Laat Fout bij het parsen (SVG (MathML kan worden gebruikt via een browserplugin): Ongeldig antwoord ("Math extension cannot connect to Restbase.") van server "http://localhost:6011/nl.wikipedia.org/v1/":): {\displaystyle A}
 en {\displaystyle B} deelverzamelingen zijn van de topologische ruimte Fout bij het parsen (SVG (MathML kan worden gebruikt via een browserplugin): Ongeldig antwoord ("Math extension cannot connect to Restbase.") van server "http://localhost:6011/nl.wikipedia.org/v1/":): {\displaystyle (X,\mathcal{T})}
, en {\displaystyle {\overline {A}}} en {\displaystyle {\overline {B}}} de respectievelijke topologische afsluitingen.
Gescheiden verzamelingen
Men noemt {\displaystyle A} en {\displaystyle B} gescheiden verzamelingen, als  {\displaystyle A\cap {\overline {B}}=\varnothing } en {\displaystyle {\overline {A}}\cap B=\varnothing }.
De intervallen {\displaystyle [-1,0)} en Fout bij het parsen (SVG (MathML kan worden gebruikt via een browserplugin): Ongeldig antwoord ("Math extension cannot connect to Restbase.") van server "http://localhost:6011/nl.wikipedia.org/v1/":): {\displaystyle (0,1]}
 in de reële getallen Fout bij het parsen (SVG (MathML kan worden gebruikt via een browserplugin): Ongeldig antwoord ("Math extension cannot connect to Restbase.") van server "http://localhost:6011/nl.wikipedia.org/v1/":): {\displaystyle \R}
 zijn in de gewone topologie gescheiden. Wel ligt het getal 0 in elk van beider afsluitingen.
Er zijn nog andere vormen van gescheiden verzamelingen.
Door omgevingen gescheiden
Fout bij het parsen (SVG (MathML kan worden gebruikt via een browserplugin): Ongeldig antwoord ("Math extension cannot connect to Restbase.") van server "http://localhost:6011/nl.wikipedia.org/v1/":): {\displaystyle A}
 en {\displaystyle B} heten door omgevingen gescheiden, als  er disjuncte omgevingen {\displaystyle U} van {\displaystyle A} en Fout bij het parsen (SVG (MathML kan worden gebruikt via een browserplugin): Ongeldig antwoord ("Math extension cannot connect to Restbase.") van server "http://localhost:6011/nl.wikipedia.org/v1/":): {\displaystyle V}
 van Fout bij het parsen (SVG (MathML kan worden gebruikt via een browserplugin): Ongeldig antwoord ("Math extension cannot connect to Restbase.") van server "http://localhost:6011/nl.wikipedia.org/v1/":): {\displaystyle B}
 zijn.
Soms wordt geëist dat de omgvingen open zijn, maar dat is equivalent met deze definitie.
Door omgevingen gescheiden verzamelingen zijn ook gescheiden verzamelingen.
De intervallen {\displaystyle [-1,0)} en {\displaystyle (0,1]} in {\displaystyle \mathbb {R} } zijn in de gewone topologie ook door omgevingen gescheiden, bijvoorbeeld door de omgevingen {\displaystyle (-2,0)} en {\displaystyle (0,2)}
Door gesloten omgevingen gescheiden
{\displaystyle A} en {\displaystyle B} heten door gesloten omgevingen gescheiden, als  er disjuncte gesloten omgevingen {\displaystyle U} van Fout bij het parsen (SVG (MathML kan worden gebruikt via een browserplugin): Ongeldig antwoord ("Math extension cannot connect to Restbase.") van server "http://localhost:6011/nl.wikipedia.org/v1/":): {\displaystyle A}
 en {\displaystyle V} van {\displaystyle B} zijn, 
Door gesloten omgevingen gescheiden verzamelingen zijn uiteraard ook door omgevingen gescheiden verzamelingen.
De intervallen {\displaystyle [-1,0)} en {\displaystyle (0,1]} in {\displaystyle \mathbb {R} } zijn in de gewone topologie niet door gesloten omgevingen gescheiden. Van elk zal een gesloten omgeving het getal 0 bevatten.
Door een functie gescheiden
Fout bij het parsen (SVG (MathML kan worden gebruikt via een browserplugin): Ongeldig antwoord ("Math extension cannot connect to Restbase.") van server "http://localhost:6011/nl.wikipedia.org/v1/":): {\displaystyle A}
 en {\displaystyle B} heten door een functie gescheiden, als  er een continue functie {\displaystyle f\colon X\to \mathbb {R} } is waarvoor {\displaystyle f(A)=\{0\}} en {\displaystyle f(B)=\{1\}}.
Door een functie gescheiden verzamelingen zijn ook door gesloten omgevingen gescheiden verzamelingen.
De intervallen {\displaystyle [-1,0)} en {\displaystyle (0,1]} in {\displaystyle \mathbb {R} } zijn in de gewone topologie niet door gesloten omgevingen gescheiden en dus ook niet door een functie gescheiden. Duidelijk is dat een functie die op {\displaystyle [-1,0)} de waarde 0 heeft en op {\displaystyle (0,1]} de waarde 1, niet continu kan zijn.
Scherp door een functie gescheiden
{\displaystyle A} en {\displaystyle B} heten scherp (Duits: scharf, Engels: precisely) door een functie gescheiden, als  er een continue functie {\displaystyle f\colon X\to \mathbb {R} } is waarvoor {\displaystyle f^{-1}(0)=A} en {\displaystyle f^{-1}(1)=B}.
Verzamelingen die scherp door een functie gescheiden worden, zijn ook door een functie gescheiden verzamelingen.